# Список делегатов XXI съезда КПСС
Внеочередной XXI съезд КПСС состоялся 27 января—5 февраля 1959 года в зале заседаний Верховного Совета РСФСР в Москве.
Присутствовало 1261 делегатов с решающим голосом и 106 делегат с совещательным голосом, представлявших 7 622 356 членов партии и 616 775 кандидатов в члены партии.
На съезде присутствовали делегации коммунистических и рабочих партий 72 зарубежных стран.

## Делегаты
| # А Б В Г Д Е Ё Ж З И К Л М Н О П Р С Т У Ф Х Ц Ч Ш Щ Э Ю Я |

## А
1. Абакумова, Анна Тимофеевна
2. Абакумова, Мария Васильевна
3. Абдуллаев, Ильяс Керим оглы
4. Абдуллаев, Хабиб Мухамедович
5. Абдуразаков, Малик Абдуразакович
6. Абдыкулов, Медербек
7. Абилов, Адил Мамиш оглы
8. Аброскин, Павел Иванович
9. Авдейчик, Михаил Филиппович
10. Аверьянов, Михаил Иванович
11. Аветисян, Ашхен Микаэловна
12. Авхимович, Николай Ефремович
13. Агкацев, Владимир Михайлович
14. Александров, Александр Петрович
15. Александров, Николай Михайлович
16. Алексеев, Алексей Алексеевич (депутат)
17. Алексеев, Евгений Тимофеевич
18. Алексеев, Николай Дмитриевич
19. Алексеенко, Иван Иванович
20. Аленицкий, Григорий Лукьянович
21. Алечко, Мария Михайловна
22. Алещева, Екатерина Васильевна
23. Алимов, Ариф Алимович
24. Алиханов, Алихан Атаевич
25. Алиханов, Энвер Назарович
26. Аллахвердиев, Тофик Али-Гейдар оглы
27. Алныкина, Пелагея Семёновна
28. Ананьева, Любовь Ивановна
29. Анашин, Александр Григорьевич
30. Ангелина, Прасковья Никитична
31. Андреев, Андрей Андреевич
32. Андреев, Андрей Матвеевич
33. Андреева, Евгения Ивановна
34. Андрющенко, Анатолий Иванович
35. Андрющенко, Сергей Александрович
36. Анищенков, Николай Иванович
37. Анкваб, Катуша Пачовна
38. Аношин, Афанасий Тимофеевич
39. Антипова, Тамара Павловна
40. Антонов, Василий Иванович
41. Антонова, Вера Егоровна
42. Антонюк, Дмитрий Лукьянович
43. Антюхов, Александр Иванович
44. Арвеладзе, Мери Варламовна
45. Ардеев, Павел Михайлович
46. Арделяну, Георгий Данилович
47. Аринушкин, Иван Иванович
48. Аристов, Аверкий Борисович
49. Арсеньев, Пётр Никитич
50. Артемьев, Василий Фёдорович
51. Арушанян, Шмавон Минасович
52. Архипов, Василий Сергеевич
53. Астайкин, Иван Павлович
54. Астахов, Николай Ильич
55. Атамбаев, Утешкали Дуйсенгалиевич
56. Афанасьев, Павел Яковлевич
57. Афанасьев, Сергей Александрович
58. Ахмедова, Хатимахон
59. Ахундов, Вели Юсуф оглы

## Б
1. Бабаджанян, Гегам Арамович
2. Бабкин, Владимир Николаевич
3. Багдасарян, Оганес Мнацаканович
4. Баграмян, Иван Христофорович
5. Баев, Константин Петрович
6. Бажан, Николай Платонович
7. Бажанов, Юрий Павлович
8. Баженов, Иван Афанасьевич
9. Байбаков, Николай Константинович
10. Байков, Иван Иванович
11. Баймурзаев, Джанбек
12. Байрамов, Акпер Исрафил оглы
13. Бакланов, Глеб Владимирович
14. Балаев, Дмитрий Николаевич
15. Банников, Николай Васильевич
16. Банщиков, Дмитрий Фёдорович
17. Баранов, Борис Васильевич
18. Баранов, Константин Михайлович
19. Баранов, Михаил Михайлович
20. Барашкин, Дмитрий Иванович
21. Барда, Расма Петровна
22. Баринов, Борис Агафонович
23. Баринова, Алефтина Алексеевна
24. Бартенев, Данил Михайлович
25. Барыльник, Тимофей Григорьевич
26. Басов, Александр Васильевич
27. Батицкий, Павел Фёдорович
28. Батов, Павел Иванович
29. Батыгин, Василий Михайлович
30. Батыев, Салих Гилимханович
31. Бгажба, Михаил Тимурович
32. Бегма, Василий Андреевич
33. Бездомов, Григорий Андреевич
34. Бейсебаев, Масымхан Бейсебаевич
35. Белаш, Алексей Иванович
36. Белевец, Анна Андриановна
37. Белик, Пётр Алексеевич
38. Белицкий, Михаил Иванович
39. Белошапко, Иван Елисеевич
40. Бельков, Ефим Григорьевич
41. Белявская, Надежда Яковлевна
42. Беляев, Иван Степанович
43. Беляев, Николай Ильич
44. Беляева, Мария Васильевна
45. Беляк, Константин Никитович
46. Белянин, Алексей Романович
47. Бенедиктов, Иван Александрович
48. Берёза, Вениамин Григорьевич
49. Березин, Николай Иванович
50. Берзиньш, Эрна Яновна
51. Бещев, Борис Павлович
52. Бирюзов, Сергей Семёнович
53. Бирюков, Алексей Сергеевич
54. Бирюков, Иван Ильич
55. Бирюкова, Валентина Степановна
56. Биткин, Сергей Алексеевич
57. Благун, Николай Григорьевич
58. Блаженов, Виктор Григорьевич
59. Бобков, Иван Васильевич
60. Бобровников, Николай Иванович
61. Богверадзе, Григорий Александрович
62. Богданов, Николай Митрофанович
63. Богданов, Павел Егорович
64. Богданова, Полина Николаевна
65. Боев, Иван Дмитриевич
66. Бойко, Василий Романович
67. Бойко, Давид Васильевич
68. Бойко, Сергей Кузьмич
69. Бойкова, Анна Петровна
70. Бойцов, Иван Павлович
71. Болдин, Сергей Константинович
72. Болдырев, Валериан Абрамович
73. Бондаренко, Николай Федотович
74. Бондаренко, Тамара Дмитриевна
75. Борисенко, Анатолий Семёнович
76. Борисенко, Клавдия Егоровна
77. Борисов, Егор Иванович
78. Борисов, Михаил Васильевич
79. Борисов, Семён Захарович
80. Бородин, Андрей Михайлович
81. Бородин, Михаил Ермолаевич
82. Бородина, Ксения Семёновна
83. Ботвинов, Александр Игнатьевич
84. Бочкарев, Александр Панкратьевич
85. Бочкарёв, Гурий Николаевич
86. Бояринцев, Леонид Гаврилович
87. Брагин, Дмитрий Васильевич
88. Брежнев, Леонид Ильич
89. Бридько, Иван Иванович
90. Бродовский, Пётр Александрович
91. Брызин, Николай Николаевич
92. Брысов, Пётр Фёдорович
93. Бубнова, Зинаида Михайловна
94. Бубновский, Никита Дмитриевич
95. Буденный, Семён Михайлович
96. Буднюк, Николай Алексеевич
97. Будуев, Николай Васильевич
98. Бузницкий, Александр Григорьевич
99. Булгаков, Александр Александрович
100. Булкин, Данил Федотович
101. Булыгин, Алексей Федотович
102. Буматов, Турсун
103. Буранова, Мария Александровна
104. Буркацкая, Галина Евгеньевна
105. Бурмистрова, Пелагея Фёдоровна
106. Бусыгин, Иван Афанасьевич
107. Бутома, Борис Евстафьевич
108. Бутранов, Николай Васильевич
109. Бутузов, Сергей Михайлович
110. Бутусов, Сергей Михайлович
111. Буханько, Гавриил Николаевич
112. Буханько, Николай Николаевич
113. Бушнев, Яков Ильич
114. Буянин, Пётр Григорьевич
115. Буянов, Иван Андреевич
116. Буянова, Галина Ивановна
117. Бызов, Алексей Петрович
118. Быков, Антон Иванович
119. Быкова, Ольга Евдокимовна
120. Быстров, Глеб Александрович
121. Бычков, Валерий Степанович
122. Бычков, Павел Иванович

## В
1. Валиев, Курбан Агапович
2. Ванденко, Леонид Степанович
3. Васильев, Иван Фролович
4. Васькин, Василий Тимофеевич
5. Васягин, Семён Петрович
6. Ватченко, Алексей Федосеевич
7. Ваш, Иван Михайлович
8. Вашура, Пётр Владимирович
9. Вдовенко, Виктор Михайлович
10. Веденяпин, Георгий Александрович
11. Везиров, Абдул-Рахман Халил оглы
12. Веймер, Арнольд Тынувич
13. Величкин, Михаил Семёнович
14. Величко, Максим Константинович
15. Венедиктова, Раиса Яковлевна
16. Верескунов, Николай Семёнович
17. Веретенов, Василий Алексеевич
18. Вершинин, Константин Андреевич
19. Веселовский, Александр Петрович
20. Веселовский, Евгений Анисимович
21. Вивдыченко, Иван Иванович
22. Вишневский, Александр Александрович
23. Вишневский, Алексей Семёнович
24. Вишневский, Анатолий Николаевич
25. Власов, Александр Иванович
26. Власов, Константин Васильевич
27. Власов, Николай Андреевич
28. Власов, Сергей Степанович
29. Вовк, Евгений Александрович
30. Волков, Александр Петрович
31. Волков, Иван Алексеевич
32. Воловик, Людмила Андреевна
33. Вольтовский, Борис Иовлевич
34. Вопилов, Николай Лаврентьевич
35. Воробьёв, Василий Иванович
36. Воробьёв, Георгий Иванович
37. Воробьёва, Татьяна Семёновна
38. Воронин, Константин Никитович
39. Воронин, Павел Андреевич
40. Воронов, Геннадий Иванович
41. Воронов, Иван Емельянович
42. Воронов, Феодосий Денисович
43. Воронцов, Вячеслав Васильевич
44. Ворошилов, Климент Ефремович
45. Выдренко, Михаил Кириллович
46. Вяткина, Анна Константиновна

## Г
1. Габриельянц, Гайк Аветисович
2. Гавриков, Павел Васильевич
3. Гаврилин, Илья Семёнович
4. Гаврилов, Алексей Дмитриевич
5. Гаевой, Антон Иванович
6. Гайрбеков, Муслим Гайрбекович
7. Гайчман, Михаил Фёдорович
8. Галаншин, Константин Иванович
9. Галиуллина, Назыра Сафеевна
10. Галицкая, Анфиса Сергеевна
11. Галицкий, Кузьма Никитович
12. Галкин, Александр Васильевич
13. Галкин, Тимофей Тихонович
14. Ганенко, Иван Петрович
15. Гапонов, Николай Егорович
16. Гасанова, Шамама Махмудали кызы
17. Гвоздков, Прокофий Захарович
18. Гегешидзе, Георгий Андреевич
19. Гелястанов, Махмуд Зулкаевич
20. Генералов, Фёдор Степанович
21. Георгадзе, Михаил Порфирьевич
22. Георгиев, Александр Васильевич
23. Герасименко, Андрей Степанович
24. Гетман, Андрей Лаврентьевич
25. Гизатулина, Галия Насыповна
26. Гиниятуллина, Накия Мансуровна
27. Гиталов, Александр Васильевич
28. Гладкий, Иван Иванович
29. Глухов, Захар Николаевич
30. Глушко, Валентин Петрович
31. Гнедов, Алексей Трофимович
32. Говорушкин, Василий Степанович
33. Гогота, Пётр Павлович
34. Годовкин, Валентин Сергеевич
35. Голиков, Филипп Иванович
36. Голованова, Александра Фёдоровна
37. Голуб, Андрей Демидович
38. Голубев, Василий Николаевич
39. Голубев, Николай Иванович
40. Голубков, Алексей Зотович
41. Гольцов, Василий Спиридонович
42. Гондырев, Степан Александрович
43. Гончарова, Татьяна Никифоровна
44. Гопко, Анна Куприяновна
45. Горбачев, Александр Максимович
46. Горбунов, Владимир Иванович
47. Горбунов, Тимофей Сазонович
48. Горишний, Василий Акимович
49. Горкин, Александр Фёдорович
50. Горшков, Аким Васильевич
51. Горшков, Сергей Георгиевич
52. Горшкова, Екатерина Матвеевна
53. Горюнов, Владимир Алексеевич
54. Горяйнов, Андрей Иванович
55. Горячев, Фёдор Степанович
56. Грабовский, Мирослав Васильевич
57. Градобоев, Алексей Дмитриевич
58. Грачёв, Василий Васильевич
59. Гребенник, Кузьма Евдокимович
60. Гречко, Андрей Антонович
61. Гречуха, Михаил Сергеевич
62. Григорьев, Анатолий Иванович
63. Григорьева, Александра Георгиевна
64. Григорян, Амбакум Аракелович
65. Гридина, Анна Яковлевна
66. Гритчин, Николай Фёдорович
67. Гриценко, Александр Васильевич
68. Гриценко, Михаил Иванович
69. Гришаенков, Фёдор Архипович
70. Гришин, Виктор Васильевич
71. Гришин, Константин Николаевич
72. Гришина, Нина Григорьевна
73. Громов, Анатолий Александрович
74. Громова, Анна Андреевна
75. Громыко, Андрей Андреевич
76. Груздев, Александр Александрович
77. Грушецкий, Иван Самойлович
78. Губанков, Николай Алексеевич
79. Гудкова, Антонина Никитична
80. Гузь, Раиса Степановна
81. Гуламов, Расул
82. Гультяева, Мария Тарасовна
83. Гуляева, Мария Яковлевна
84. Гулямов, Манап
85. Гуреев, Николай Михайлович
86. Гурова, Александра Тихоновна
87. Гусейнов, Камран Асад оглы
88. Гущина, Валентина Петровна

## Д
1. Давиташвили, Арчил Малхазович
2. Давыдов, Александр Викторович
3. Давыдов, Алексей Иосифович
4. Дадонов, Фёдор Никитич
5. Даниялов, Абдурахман Даниялович
6. Даньшина, Мария Михайловна
7. Дашкова, Клавдия Николаевна
8. Девяткина, Алла Леонидовна
9. Дементьев, Пётр Васильевич
10. Дементьева, Александра Ивановна
11. Демиденко, Евфросиния Афанасьевна
12. Демин, Никита Степанович
13. Дёмина, Вера Фёдоровна
14. Демичев, Пётр Нилович
15. Демянцева, Ольга Ивановна
16. Денисенко, Алексей Иванович
17. Денисенко, Андрей Андреевич
18. Денисов, Георгий Аполлинарьевич
19. Денисов, Георгий Яковлевич
20. Дергунов, Лазарь Васильевич
21. Дерибин, Леонид Васильевич
22. Дерюгин, Борис Иванович
23. Джавахишвили, Гиви Дмитриевич
24. Джангозин, Джакип-Бек
25. Джаниев, Анна
26. Джумакадырова, Нуркан
27. Дзамашвили, Арчил Васильевич
28. Дзоценидзе, Георгий Самсонович
29. Дикамбаев, Казы Дикамбаевич
30. Диордица, Александр Филиппович
31. Диптан, Ольга Климентьевна
32. Диржинскайте-Пилюшенко, Леокадия Юозовна
33. Дмитриев, Николай Григорьевич
34. Дмитриев, Сергей Константинович
35. Дмитриенко, Иван Сергеевич
36. Дмитрин, Александр Григорьевич
37. Добшик, Никита Григорьевич
38. Добышев, Кондратий Филиппович
39. Довгопол, Виталий Иванович
40. Додхудоев, Назаршо
41. Долынюк, Евгения Алексеевна
42. Домаскин, Николай Иванович
43. Домнин, Евгений Степанович
44. Доржиев, Василий Григорьевич
45. Доронин, Павел Иванович
46. Дорошенко, Пётр Емельянович
47. Дребезгов, Павел Иосифович
48. Дрозденко, Василий Иванович
49. Дружинин, Владимир Николаевич
50. Дрюкене, Юлия Зигмовна
51. Дубинина, Мария Митрофановна
52. Дубковецкий, Фёдор Иванович
53. Дубняк, Неонила Ивановна
54. Дубровина, Зинаида Фёдоровна
55. Дудоров, Николай Павлович
56. Дутышева, Екатерина Васильевна
57. Дьяченко, Матрёна Васильевна
58. Дядык, Иван Иванович

## Е
1. Евдан, Андрей Алексеевич
2. Егоров, Алексей Андреевич
3. Егоров, Вячеслав Петрович
4. Егоров, Никита Васильевич
5. Егоровский, Александр Александрович
6. Егорычев, Николай Григорьевич
7. Екатеринушкин, Михаил Никифорович
8. Елагин, Семён Дмитриевич
9. Еленко, Анна Тимофеевна
10. Елистратов, Пётр Матвеевич
11. Еличев, Яков Михайлович
12. Ельшин, Митрофан Алексеевич
13. Енютин, Георгий Васильевич
14. Ерёменко, Анатолий Петрович
15. Ерёменко, Андрей Иванович
16. Ерлаков, Анатолий Сергеевич
17. Ермоленко, Зоя Ивановна
18. Есаджян, Сатеник Оганезовна
19. Ефимов, Геронтий Валентинович
20. Ефимов, Павел Афанасьевич
21. Ефремов, Леонид Николаевич
22. Ефремов, Михаил Тимофеевич
23. Ештокин, Афанасий Фёдорович

## Ж
1. Жаворонков, Николай Михайлович
2. Жаков, Валерий Павлович
3. Жданов, Юрий Андреевич
4. Жегалин, Иван Кузьмич
5. Желтухин, Иван Иванович
6. Жилкибаев, Бимухан
7. Житченко, Никандр Тихонович
8. Жуков, Александр Яковлевич
9. Жуков, Константин Павлович
10. Жуковский, Николай Иванович
11. Журавлёв, Алексей Петрович
12. Журин, Николай Иванович

## З
1. Забалуев, Валентин Трофимович
2. Завьялов, Вениамин Николаевич
3. Загафуранов, Файзрахман Загафуранович
4. Задемидко, Александр Николаевич
5. Задорожный, Иван Акимович
6. Зайнашев, Узбек Назихович
7. Зайцева, Анна Трофимовна
8. Закиров, Мухаметгали Закирович
9. Закурдаев, Александр Александрович
10. Заметин, Иван Ильич
11. Замирякин, Константин Александрович
12. Зангиев, Борис Дмитриевич
13. Запьянцева, Мария Гавриловна
14. Зарубин, Василий Семёнович
15. Засядько, Александр Фёдорович
16. Затрудин, Василий Александрович
17. Захаренко, Пелагея Иосифовна
18. Захаров, Анатолий Фёдорович
19. Захаров, Матвей Васильевич
20. Захаров, Михаил Николаевич
21. Захаров, Николай Васильевич
22. Захаров, Пётр Александрович
23. Захарова, Галина Константиновна
24. Заяц, Мария Васильевна
25. Зверев, Арсений Григорьевич
26. Зейналова, Сима Искендер кызы
27. Зимина, Татьяна Анатольевна
28. Золов, Алексей Ильич
29. Золотов, Гаврил Никифорович
30. Золотухин, Григорий Сергеевич
31. Зуев, Алексей Илларионович
32. Зурабов, Роберт Сергеевич

## И
1. Ибрагимов, Мирзаолим Ибрагимович
2. Ибрагимов, Халик
3. Иванов, Александр Евгеньевич
4. Иванов, Василий Иванович
5. Иванов, Владимир Дмитриевич
6. Иванов, Владимир Николаевич
7. Иванов, Георгий Георгиевич
8. Иванов, Иван Михайлович
9. Иванов, Николай Иванович
10. Иванова, Ольга Васильевна
11. Иванова, Пелагея Федотовна
12. Ивановский, Георгий Иванович
13. Иващенко, Дмитрий Андреевич
14. Иващенко, Ольга Ильинична
15. Ивлев, Андрей Иванович
16. Ивонин, Иван Павлович
17. Игнатов, Константин Осипович
18. Игнатов, Николай Григорьевич
19. Игнатов, Николай Фёдорович
20. Игнатьев, Леонид Иванович
21. Игнатьев, Леонид Филиппович
22. Игнатьев, Семён Денисович
23. Илларионова, Анна Ивановна
24. Ильин, Николай Яковлевич
25. Ильина, Анна Ивановна
26. Ильичёв, Леонид Фёдорович
27. Ильясов, Губайдулла Утарович
28. Иманов, Капар
29. Иноземцев, Виктор Артемьевич
30. Исаев, Павел Николаевич
31. Ислюков, Семён Матвеевич

## К
1. Кабатов, Николай Николаевич
2. Кадагидзе, Григорий Ильич
3. Кадырбаев, Рашид Абдулович
4. Каёла, Иван Антонович
5. Казаков, Михаил Ильич
6. Казаков, Николай Степанович
7. Казаков, Пётр Яковлевич
8. Казанец, Иван Павлович
9. Казнов, Фёдор Васильевич
10. Каиров, Иван Андреевич
11. Кайрис, Ксаверас Костович
12. Каландарова, Хатича
13. Калинин, Сергей Николаевич
14. Калиниченко, Пётр Иванович
15. Калкенов, Шамухан
16. Калмыков, Валерий Дмитриевич
17. Калнберзин, Ян Эдуардович
18. Кальченко, Никифор Тимофеевич
19. Кальченко, Степан Власович
20. Камай, Гильм Хайревич
21. Камалов, Сабир Камалович
22. Камбаров, Турсун
23. Каменская, Анна Яковлевна
24. Канунников, Михаил Яковлевич
25. Капитонов, Иван Васильевич
26. Капкалнс, Эрнесте Брожевич
27. Караваев, Сергей Васильевич
28. Караев, Джума Дурды
29. Карасев, Владимир Якумович
30. Карачев, Павел Васильевич
31. Карибжанов, Фазыл
32. Каримов, Мустафа Сафич
33. Карнишев, Алексей Петрович
34. Карпов, Василий Иванович
35. Карсыбаев, Шакир
36. Картаков, Василий Андреевич
37. Карякина, Мария Васильевна
38. Касаткин, Виктор Александрович
39. Касатонов, Владимир Афанасьевич
40. Касимов, Мамед Ага
41. Катков, Борис Николаевич
42. Кашапов, Хан Хазбекович
43. Кварцхава, Акакий Константинович
44. Кенжебаев, Сагиндык Джунусович
45. Керимов, Юсиф Ханкиши оглы
46. Кидин, Александр Николаевич
47. Кикнадзе, Шалва Давидович
48. Кимстач, Александр Карлович
49. Кириленко, Андрей Павлович
50. Кирилюк, Николай Петрович
51. Кириченко, Алексей Илларионович
52. Кирсанова, Вера Николаевна
53. Киршина, Антонина Степановна
54. Киселёв, Иван Иванович
55. Киселёв, Николай Васильевич
56. Киселёв, Николай Михайлович
57. Киселёв, Тихон Яковлевич
58. Киселёва, Александра Емельяновна
59. Кисляков, Константин Сергеевич
60. Кладов, Николай Дмитриевич
61. Клещев, Алексей Ефимович
62. Клименко, Василий Константинович
63. Климов, Иван Фролович
64. Кобаидзе, Арсен Алексеевич
65. Кобелев, Борис Николаевич
66. Ковалёв, Григорий Иванович
67. Ковалёв, Семён Иванович
68. Ковалёв, Тихон Петрович
69. Ковалёва, Пелагея Никандровна
70. Ковалёва, Татьяна Петровна
71. Коваленко, Александр Власович
72. Коваленко, Георгий Ефремович
73. Коваленко, Екатерина Сергеевна
74. Коваленко, Ольга Иосифовна
75. Кованов, Павел Васильевич
76. Ковачева, Елизавета Константиновна
77. Ковпак, Сидор Артемьевич
78. Кодица, Иван Сергеевич
79. Кожан, Мария Никитовна
80. Кожевников, Александр Дмитриевич[уточнить]
81. Козлов, Алексей Иванович
82. Козлов, Василий Иванович
83. Козлов, Георгий Алексеевич
84. Козлов, Фрол Романович
85. Козырь, Григорий Андреевич
86. Козырь, Павел Пантелеевич
87. Козюля, Иван Корнилович
88. Кокарев, Александр Акимович
89. Кокашинский, Василий Иванович
90. Колесников, Алексей Самойлович
91. Колосова, Валентина Алексеевна
92. Колпаков, Влас Иванович
93. Колущинский, Евгений Петрович
94. Кольчик, Александр Арсентьевич
95. Комаров, Владимир Николаевич
96. Комаров, Владимир Николаевич
97. Комаров, Иван Иванович
98. Комарова, Клавдия Петровна
99. Комиссаров, Василий Иванович
100. Комяхов, Василий Григорьевич
101. Кондратьев, Григорий Иванович
102. Конев, Иван Степанович
103. Конихина, Прасковья Ивановна
104. Коноплев, Борис Всеволодович
105. Конотоп, Василий Иванович
106. Корабельщиков, Алексей Гаврилович
107. Корнева, Эмма Каприеловна
108. Корнеев, Василий Никифорович
109. Корнеева, Вера Иосифовна
110. Корнейчук, Александр Евдокимович
111. Корниец, Леонид Романович
112. Корницкий, Пётр Иванович
113. Коровушкина, Мария Фёдоровна
114. Коровченко, Андрей Григорьевич
115. Королёв, Анатолий Алексеевич
116. Королёв, Сергей Павлович
117. Корольков, Николай Кузьмич
118. Коротаев, Георгий Михайлович
119. Коротков, Сергей Ксенофонтович
120. Короткова, Раиса Ивановна
121. Коротченко, Демьян Сергеевич
122. Корчагин, Павел Николаевич
123. Корчуганов, Александр Степанович
124. Коршунов, Евгений Васильевич
125. Корытков, Николай Гаврилович
126. Косов, Василий Владимирович
127. Костоусов, Анатолий Иванович
128. Косыгин, Алексей Николаевич
129. Котов, Фёдор Прокофьевич
130. Котова, Серафима Александровна
131. Кочинян, Антон Ервандович
132. Кочкина, Татьяна Ивановна
133. Кочнов, Николай Иванович
134. Кошевой, Пётр Кириллович
135. Крамаренко, Александр Григорьевич
136. Крамская, Ольга Яковлевна
137. Красиков, Николай Алексеевич
138. Краснянский, Михаил Лукич
139. Кратенко, Иван Маркович
140. Крахмалёв, Михаил Константинович
141. Крейзер, Яков Григорьевич
142. Кременицкий, Виктор Александрович
143. Крестьянинов, Василий Иванович
144. Кривов, Александр Михайлович
145. Критика, Александра Дмитриевна
146. Кротков, Евгений Сергеевич
147. Кротов, Виктор Васильевич
148. Круминьш, Вилис Карлович
149. Крылов, Алексей Георгиевич
150. Крылов, Николай Иванович
151. Крюков, Дмитрий Николаевич
152. Куанышбаев, Жазылбек
153. Кубрина, Вера Васильевна
154. Кувыкин, Степан Иванович
155. Кудикин, Михаил Тихонович
156. Кудрявцев, Александр Васильевич
157. Кузик, Леонид Иванович
158. Кузина, Варвара Васильевна
159. Кузнецов, Александр Кузьмич
160. Кузнецов, Алексей Николаевич
161. Кузнецов, Василий Васильевич
162. Кузнецов, Григорий Яковлевич
163. Кузнецов, Николай Александрович
164. Кузнецов, Николай Александрович
165. Кузнецова, Мария Ефимовна
166. Кузьмин, Андрей Фролович
167. Кузьмин, Валентин Прокофьевич
168. Кузьмин, Иосиф Иосифович
169. Кузьмин, Николай Михайлович
170. Кузьмин, Пётр Степанович
171. Кузьмич, Антон Саввич
172. Кукин, Василий Иванович
173. Куклинов, Александр Степанович
174. Кулатов, Турабай
175. Кулёмина, Евдокия Андреевна
176. Куликов, Владимир Николаевич
177. Куликова, Екатерина Григорьевна
178. Куликова, Елизавета Павловна
179. Куликова, Мария Васильевна
180. Куликова, Нина Герасимовна
181. Куличенко, Леонид Сергеевич
182. Куманек, Порфирий Фомич
183. Кунаев, Динмухамед Ахмедович
184. Купревич, Василий Феофилович
185. Курбанов, Рахманкул Курбанович
186. Куропаткина, Мария Васильевна
187. Курочкин, Павел Алексеевич
188. Курчатов, Игорь Васильевич
189. Кусканова, Майнаш Медубаевна
190. Кутырёв, Алексей Михайлович
191. Куусинен, Отто Вильгельмович
192. Куцев, Сергей Терентьевич
193. Кучава, Митрофан Ионович
194. Кэбин, Иван Густавович

## Л
1. Лаврентьев, Михаил Алексеевич
2. Лаврентьев, Яков Петрович
3. Лагацкий, Александр Петрович
4. Ладейщиков, Сергей Васильевич
5. Лазарев, Венедикт Михайлович
6. Лазуренко, Михаил Константинович
7. Лазухин, Виктор Трофимович
8. Лайвиньш, Вильгельм Янович
9. Лаптев, Михаил Ефимович
10. Лаптев, Николай Васильевич
11. Ларионов, Алексей Николаевич
12. Лариошин, Михаил Фёдорович
13. Ларичева, Александра Павловна
14. Латунов, Иван Сергеевич
15. Лацис, Вилис Тенисович
16. Лащенко, Пётр Николаевич
17. Лебедев, Иван Кононович
18. Лебедева, Вера Павловна
19. Левенец, Валентина Александровна
20. Левкут, Теодор Семёнович
21. Левченко, Иван Федотович
22. Лелашвили, Михаил Михайлович
23. Лелюшенко, Дмитрий Данилович
24. Ленцман, Леонид Николаевич
25. Лесков, Иван Фёдорович
26. Летев, Иван Герасимович
27. Лисицын, Виктор Николаевич
28. Лисняк, Павел Яковлевич
29. Лобанок, Владимир Елисеевич
30. Лобов, Евгений Петрович
31. Ловейко, Иосиф Игнатьевич
32. Ловушкин, Владимир Георгиевич
33. Логинов, Савелий Прохорович
34. Лозовой, Пётр Порфирьевич
35. Ломако, Пётр Фадеевич
36. Лоскутников, Владимир Дмитриевич
37. Лощенков, Фёдор Иванович
38. Лубенников, Леонид Игнатьевич
39. Лукашин, Пётр Тимофеевич
40. Лукьянов, Иван Алексеевич
41. Лукьянов, Николай Николаевич
42. Лунёв, Константин Фёдорович
43. Луомонас, Повилас Юозович
44. Лупарев, Никита Трофимович
45. Лутак, Иван Кондратьевич
46. Лыкова, Лидия Павловна
47. Лысова, Надежда Петровна
48. Лычагин, Николай Семёнович
49. Лямин, Василий Фёдорович
50. Ляшко, Александр Павлович

## М
1. Мазерская, Ольга Михайловна
2. Мазуров, Кирилл Трофимович
3. Майоров, Константин Фёдорович
4. Майоров, Михаил Максимович
5. Макаревич, Мария Касьяновна
6. Макаров, Александр Иванович
7. Макаров, Иван Николаевич
8. Макарова, Ираида Львовна
9. Максименко, Владимир Дмитриевич
10. Маленкин, Андрей Сергеевич
11. Малин, Владимир Никифорович
12. Малинин, Иван Александрович
13. Малиновский, Родион Яковлевич
14. Малыгин, Николай Павлович
15. Мальбахов, Тимбора Кубатиевич
16. Мальков, Михаил Григорьевич
17. Мальцев, Евдоким Егорович
18. Мальцев, Терентий Семёнович
19. Мальцева, Зоя Георгиевна
20. Малютин, Михаил Николаевич
21. Малюшин, Сергей Корнилович
22. Мамаджанов, Абдуманнап
23. Мамай, Николай Яковлевич
24. Мамедалиев, Юсуф Гейдарович
25. Мамедов, Хуршуд Байрам Кули оглы
26. Мамедова, Гюлабатын Алиш кызы
27. Мамруков, Георгий Ильич
28. Мамуладзе, Давид Михайлович
29. Мануковский, Николай Фёдорович
30. Маркелов, Михаил Николаевич
31. Маркина, Анна Алексеевна
32. Марков, Василий Сергеевич
33. Маркова, Татьяна Иосифовна
34. Марковских, Парасковья Константиновна
35. Мартынов, Фёдор Игнатьевич
36. Мартысюк, Иван Акимович
37. Марченко, Ефим Тимофеевич
38. Марченко, Иван Тихонович
39. Марышева, Мария Ивановна
40. Маряхин, Сергей Степанович
41. Масленникова, Анна Фёдоровна
42. Масленникова, Нина Васильевна
43. Матюшевский, Константин Викентьевич
44. Матюшкин, Дмитрий Михайлович
45. Матющенко, Игнат Тимофеевич
46. Махмудов, Насыр
47. Мацкевич, Владимир Владимирович
48. Машеров, Пётр Миронович
49. Маяков, Леонид Иванович
50. Мельник, Григорий Андреевич
51. Мельников, Леонид Георгиевич
52. Мельников, Роман Ефимович
53. Меньшов, Алексей Ефремович
54. Мергелян, Сергей Никитович
55. Мерецков, Кирилл Афанасьевич
56. Меркулов, Павел Иванович
57. Мжаванадзе, Василий Павлович
58. Микаилова, Маня Иляс кызы
59. Микоян, Анастас Иванович
60. Микоян, Артем Иванович
61. Миленин, Павел Васильевич
62. Минаева, Прасковья Ивановна
63. Миняйло, Иван Александрович
64. Мирза-Ахмедов, Мансур
65. Миронов, Иван Захарович
66. Миронов, Николай Романович
67. Мисник, Михаил Иванович
68. Митин, Марк Борисович
69. Митрофанов, Сергей Петрович
70. Михайлов, Николай Александрович
71. Михалик, Василий Семёнович
72. Михантьев, Борис Иванович
73. Млотковский, Георгий Артемьевич
74. Могилевцев, Иван Георгиевич
75. Могилёвцев, Иван Иванович
76. Могильченко, Григорий Сергеевич
77. Мокринский, Алексей Павлович
78. Мокроус, Фёдор Яковлевич
79. Монашев, Леонид Гаврилович
80. Морозов, Георгий Матвеевич
81. Морозов, Пётр Иванович
82. Морозов, Пётр Фёдорович
83. Морозова, Юлия Ивановна
84. Москаленко, Кирилл Семёнович
85. Москатов, Пётр Георгиевич
86. Москвин, Василий Арсентьевич
87. Моталова, Мария Михайловна
88. Мотов, Аркадий Дмитриевич
89. Мощаков, Василий Архипович
90. Мрелашвили, Акакий Яковлевич
91. Мрыхин, Дмитрий Карпович
92. Музыка, Демьян Павлович
93. Мукто, Антон Валентинович
94. Мурысев, Александр Сергеевич
95. Мусаханов, Мирзамахмуд Мирзарахманович
96. Мустакова, Александра Егоровна
97. Мустафаев, Имам Дашдемир оглы
98. Мухаметова, Минкамал Вильдановна
99. Мухашаврия, Севериан Моисеевич
100. Мухитдинов, Нуритдин Акрамович
101. Мушинская, Анна Михайловна
102. Мыларщиков, Владимир Павлович
103. Мыльников, Герман Васильевич
104. Мюрисеп, Алексей Александрович
105. Мясищев, Владимир Михайлович

## Н
1. Набиуллин, Валей Габеевич
2. Надеждина, Александра Ивановна
3. Надолинский, Сергей Пантелеевич
4. Назаренко, Иван Тимофеевич
5. Назаров, Егор Михайлович
6. Назирова, Мина Башировна
7. Назырова, Ания Рауфовна
8. Найдек, Леонтий Иванович
9. Насриддинова, Ядгар Садыковна
10. Науменко, Андрей Михайлович
11. Наумов, Николай Семёнович
12. Наумова, Антонина Федотовна
13. Начинкин, Николай Александрович
14. Начкебия, Иван Матвеевич
15. Негин, Евгений Аркадьевич
16. Неделин, Митрофан Иванович
17. Ненюк, Мария Васильевна
18. Нефёдов, Виктор Андреевич
19. Нечаев, Василий Иванович
20. Никитин, Кузьма Борисович
21. Никитин, Павел Акимович
22. Никитченко, Виталий Федотович
23. Никифоров, Алексей Николаевич
24. Николаев, Александр Михайлович
25. Николаев, Константин Кузьмич
26. Никольский, Иннокентий Михайлович
27. Никонов, Николай Константинович
28. Ниязбеков, Сабир Билялович
29. Новиков, Владимир Николаевич
30. Новиков, Константин Александрович
31. Новиков, Семён Михайлович
32. Новикова, Мария Михайловна
33. Новосад, Анастасия Ивановна
34. Носков, Дмитрий Григорьевич
35. Носов, Георгий Андреевич
36. Носова, Татьяна Михайловна
37. Нуриев, Зия Нуриевич
38. Нурмагамбетов, Сагадат Кожахметович
39. Нурутдинов, Сиродж

## О
1. Обносов, Пётр Степанович
2. Оборин, Евгений Данилович
3. Овезов, Балыш
4. Овсянко, Пётр Фёдорович
5. Огромнов, Пётр Владимирович
6. Озолинь, Карл Мартынович
7. Окишев, Василий Николаевич
8. Олейников, Виктор Степанович
9. Ольховиков, Анатолий Иванович
10. Омаров, Муса Сайдулаевич
11. Органов, Николай Николаевич
12. Орлов, Михаил Анатольевич
13. Орлов, Михаил Леонидович
14. Орлов, Павел Алексеевич
15. Орлов, Сергей Дмитриевич
16. Орлова, Любовь Васильевна
17. Орлова, Надежда Михайловна
18. Оруджев, Сабит Атаевич
19. Осипов, Георгий Иванович
20. Османов, Аслан Абдулла оглы
21. Оспанов, Сейдулла
22. Островитянов, Константин Васильевич
23. Острогский, Лев Леонидович
24. Охлопков, Леонид Иванович
25. Ошкина, Евгения Григорьевна

## П
1. Павлов, Валентин Васильевич
2. Павлов, Георгий Сергеевич
3. Павлова, Антонина Николаевна
4. Павлушина, Анна Ивановна
5. Палецкис, Юстас Игнович
6. Палладин, Александр Владимирович
7. Панев, Зосима Васильевич
8. Панкратов, Александр Семёнович
9. Панов, Иван Захарович
10. Панькин, Иван Степанович
11. Панькова, Елена Даниловна
12. Папикян, Евгения Саркисовна
13. Патлай, Иннокентий Акимович
14. Патоличев, Николай Семёнович
15. Пахомов, Николай Иванович
16. Пахомова, Тамара Кузьминична
17. Пашин, Василий Николаевич
18. Пашкин, Николай Семёнович
19. Пегов, Анатолий Михайлович
20. Пейве, Ян Вольдемарович
21. Пеньковский, Валентин Антонович
22. Переверзев, Николай Васильевич
23. Перепелица, Ольга Георгиевна
24. Перцева, Татьяна Васильевна
25. Петренко, Зинаида Ивановна
26. Петров, Александр Ильич
27. Петровский, Павел Петрович
28. Петрухин, Николай Трофимович
29. Петруша, Фёдор Андреевич
30. Петухов, Александр Ульянович
31. Петухов, Борис Фёдорович
32. Петухов, Василий Фёдорович
33. Петухов, Константин Дмитриевич
34. Петухов, Николай Васильевич
35. Петухова, Ксения Куприяновна
36. Пилипенко, Иван Васильевич
37. Пилипец, Степан Маркович
38. Пионтковский, Иосиф Иванович
39. Писнячевский, Дмитрий Петрович
40. Пичугин, Борис Петрович
41. Пищулин, Виктор Иванович
42. Плахотник, Матрёна Ефимовна
43. Плетнев, Семён Гаврилович
44. Плетнева, Валентина Николаевна
45. Плиев, Исса Александрович
46. Плиев, Султан Абдулович
47. Плотников, Иван Николаевич
48. Подгорный, Николай Викторович
49. Подельщиков, Григорий Васильевич
50. Подшивалова, Вера Ананьевна
51. Пойдеменко, Алексей Константинович
52. Покорский, Илья Николаевич
53. Покрышкин, Александр Иванович
54. Поладян, Аршалуйс Киракосович
55. Поликарпов, Дмитрий Алексеевич
56. Политикова, Мария Николаевна
57. Поляков, Иван Евтеевич
58. Полянский, Дмитрий Степанович
59. Пономарёв, Борис Николаевич
60. Пономарёв, Григорий Григорьевич
61. Попов, Георгий Иванович
62. Попов, Николай Иванович
63. Попов, Николай Николаевич
64. Попхадзе, Трифон Варденович
65. Поручиков, Мефодий Самсонович
66. Порфирьев, Валентин Кириллович
67. Посмитный, Макар Анисимович
68. Поспелов, Пётр Николаевич
69. Постовалов, Сергей Осипович
70. Постовой, Евгений Семёнович
71. Потапова, Анна Ивановна
72. Потапова, Мария Васильевна
73. Поченков, Кондрат Иванович
74. Почерников, Андрей Александрович
75. Почупайло, Яков Гурьевич
76. Преснов, Павел Иванович
77. Прибыльский, Иван Степанович
78. Приймак, Александра Кузьминична
79. Примаченко, Пётр Степанович
80. Притыцкий, Сергей Осипович
81. Прозоров, Пётр Алексеевич
82. Прокопенко, Андрей Юдович
83. Прокофьев, Александр Андреевич
84. Прокофьев, Алексей Макарович
85. Прокофьев, Василий Андреевич
86. Прокофьев, Леонид Фёдорович
87. Прокофьева, Пелагея Никитична
88. Пронин, Николай Харитонович
89. Просветова, Елена Яковлевна
90. Прохоров, Василий Петрович
91. Прушинский, Яков Андреевич
92. Пузиков, Сергей Тимофеевич
93. Пулатова, Садди
94. Пуцилло, Лариса Борисовна
95. Пушков, Константин Георгиевич
96. Пчеляков, Александр Павлович
97. Пылаева, Александра Григорьевна
98. Пысин, Константин Георгиевич

## Р
1. Работнова, Варвара Яковлевна
2. Равкина, Прасковья Ивановна
3. Рагозин, Евгений Константинович
4. Раджабова, Пари
5. Радзиевский, Алексей Иванович
6. Разживина, Галина Васильевна
7. Раззаков, Исхак Раззакович
8. Разуваев, Александр Александрович
9. Растольная, Ирина Ивановна
10. Рахимбабаева, Захра
11. Рахманов, Мадраим Рахманович
12. Рахматов, Мирзо
13. Рашидов, Шараф Рашидович
14. Реброва, Анфиса Михайловна
15. Резник, Лидия Демьяновна
16. Решетняк, Филипп Нестерович
17. Ризаев, Ахмадали
18. Рогачев, Василий Ефремович
19. Рогинец, Михаил Георгиевич
20. Роговой, Степан Алексеевич
21. Рогоза, Прокофий Данилович
22. Родин, Дмитрий Кузьмич
23. Родионов, Алексей Алексеевич
24. Родионов, Николай Николаевич
25. Рожанчук, Николай Михайлович
26. Розанова, Лидия Васильевна
27. Розенко, Пётр Акимович
28. Рокоссовский, Константин Константинович
29. Рубанов, Степан Ульянович
30. Рудак, Аркадий Денисович
31. Рудаков, Александр Петрович
32. Руденко, Роман Андреевич
33. Руднев, Константин Николаевич
34. Руссак, Борис Васильевич
35. Рухлядева, Александра Ивановна
36. Рыбаков, Александр Александрович
37. Рыбакова, Александра Михайловна
38. Рыбина, Мария Ивановна
39. Рыжухин, Пётр Васильевич
40. Рындин, Алексей Изосимович
41. Рябиков, Василий Михайлович
42. Рябинин, Александр Васильевич
43. Рябчиков, Анатолий Павлович
44. Рязанский, Михаил Сергеевич

## С
1. Сабинин, Евгений Николаевич
2. Савватеев, Анатолий Андреевич
3. Савченко, Аполлон Андреевич
4. Савченко, Мария Харитоновна
5. Сагдеева, Роза Исмагиловна
6. Саламбеков, Борис Константинович
7. Салдаев, Михаил Иванович
8. Салиева, Лидия Арсентьевна
9. Саликова, Кабира
10. Сальников, Василий Семёнович
11. Самарец, Валентина Ивановна
12. Самохвалов, Александр Михайлович
13. Самуляк, Николай Михайлович
14. Санаев, Иван Иванович
15. Санакоев, Григорий Георгиевич
16. Сангаев, Эренжен Агильджанович
17. Сапаргалиев, Махмуд Сапаргалиевич
18. Сапухин, Александр Александрович
19. Сарап, Артур Юкувич
20. Сардак, Мария Ивановна
21. Сарин, Михаил Павлович
22. Саркисов, Бабкен Есаевич
23. Сарсенева, Нагима Жанахметовна
24. Сатпаев, Каныш Имантаевич
25. Сатюков, Павел Алексеевич
26. Саюшев, Вадим Аркадьевич
27. Свириденко, Григорий Иванович
28. Седнева, Вера Николаевна
29. Сеитов, Пиржан
30. Селезнёв, Александр Павлович
31. Селиванов, Александр Игнатьевич
32. Семёнов, Александр Фёдорович
33. Семёнов, Валентин Александрович
34. Семёнов, Иван Михайлович
35. Семенюченко, Ульяна Даниловна
36. Сёмин, Иван Андреевич
37. Семичастный, Владимир Ефимович
38. Семко, Михаил Фёдорович
39. Сенин, Иван Семёнович
40. Сенина, Антонина Ивановна
41. Сенькин, Иван Ильич
42. Сергеев, Анатолий Михайлович
43. Сергеев, Вадим Владимирович
44. Сердюк, Зиновий Тимофеевич
45. Сердюк, Николай Яковлевич
46. Серёгин, Иван Михайлович
47. Серов, Иван Александрович
48. Серых, Андрей Тимофеевич
49. Сидорчук, Евгения Филипповна
50. Сизов, Геннадий Фёдорович
51. Силкина, Ольга Фёдоровна
52. Симаков, Каюм Мухамеджанович
53. Симашкова, Елена Анисимовна
54. Симоненко, Андрей Иванович
55. Синица, Михаил Сафронович
56. Синицын, Иван Флегонтович
57. Синяговский, Пётр Ефимович
58. Скляр, Николай Иосифович
59. Скрибачилин, Борис Игнатьевич
60. Скрыльник, Андрей Иванович
61. Скрябин, Владимир Владимирович
62. Славский, Ефим Павлович
63. Слайковский, Захар Филиппович
64. Сластников, Всеволод Степанович
65. Слепухин, Анатолий Андреевич
66. Слободской, Леонид Николаевич
67. Слободянюк, Маркиян Сергеевич
68. Смирнов, Александр Иванович
69. Смирнов, Николай Иванович
70. Смирнов, Николай Иванович
71. Смирнов, Павел Евдокимович
72. Смородинова, Анастасия Андреевна
73. Снечкус, Антанас Юозович
74. Снобков, Иван Афанасьевич
75. Соболев, Иван Сергеевич
76. Соболь, Николай Александрович
77. Соколов, Иван Степанович
78. Соколов, Тихон Иванович
79. Соколовский, Василий Данилович
80. Соловьёв, Степан Порфирьевич
81. Соловьёва, Мария Дмитриевна
82. Соломатин, Мина Фёдорович
83. Соломенцев, Михаил Сергеевич
84. Соломонов, Юрий Макариевич
85. Соромотина, Анастасия Фёдоровна
86. Сосин, Аркадий Амплеевич
87. Сочнёв, Николай Ефремович
88. Спиридонов, Иван Васильевич
89. Старицкий, Владимир Маркович
90. Староверов, Павел Никандрович
91. Стародубова, Анастасия Ивановна
92. Стафийчук, Иван Иосифович
93. Стахурский, Михаил Михайлович
94. Степаненко, Александр Данилович
95. Степанов, Владимир Ильич
96. Степанов, Сергей Александрович
97. Стёпкин, Василий Фёдорович
98. Степченко, Фёдор Петрович
99. Стефаник, Семён Васильевич
100. Страуюмс, Александр Иванович
101. Стрелов, Аверкий Николаевич
102. Строков, Григорий Иванович
103. Струев, Александр Иванович
104. Струнин, Николай Васильевич
105. Стученко, Андрей Трофимович
106. Субботин, Александр Михайлович
107. Субботин, Михаил Иванович
108. Суворова, Лидия Александровна
109. Суетин, Михаил Сергеевич
110. Сужиков, Мухамедгали Аленович
111. Сурганов, Фёдор Анисимович
112. Сурков, Алексей Александрович
113. Суслов, Михаил Андреевич
114. Сыромятников, Николай Иванович
115. Сысоев, Николай Васильевич
116. Сысоев, Пётр Петрович
117. Сычёв, Иван Фёдорович

## Т
1. Таалберг, Адольф Аугустович
2. Тавзарашвили, Зураб Ильич
3. Таврат, Николай Иванович
4. Тажиев, Ибрагим Тажиевич
5. Таиров, Абдулхай
6. Таирова, Хамра Заировна
7. Таран, Андрей Филиппович
8. Таранова, Анна Львовна
9. Тарасов, Александр Михайлович
10. Тарасова, Мария Викторовна
11. Таценюк, Михаил Фёдорович
12. Ташенев, Жумабек Ахметович
13. Твардовский, Александр Трифонович
14. Теляковский, Вениамин Александрович
15. Терентьев, Леонид Леонидович
16. Терехов, Пётр Степанович
17. Терещенко, Иван Сидорович
18. Терещенко, Яков Филимонович
19. Теровкин, Александр Павлович
20. Тимофеев, Николай Владимирович
21. Тимошенко, Александр Тимофеевич
22. Тимошенко, Семён Константинович
23. Тимошина, Любовь Григорьевна
24. Тимченко, Григорий Матвеевич
25. Титаренко, Алексей Антонович
26. Титов, Виталий Николаевич
27. Титов, Владимир Викторович
28. Титов, Фёдор Егорович
29. Тихая, Надежда Павловна
30. Тихонов, Николай Александрович
31. Тихонова, Прасковья Сергеевна
32. Ткач, Павел Фадеевич
33. Ткаченко, Мария Павловна
34. Ткаченко, Пелагея Игнатьевна
35. Ткебучава, Татьяна Еквтимовна
36. Товмасян, Сурен Акопович
37. Тока, Салчак Колбакхорекович
38. Токаев, Саид-Умар Биболатович
39. Токтамысов, Салимгерей
40. Толкачёв, Фёдор Иванович
41. Толубко, Владимир Фёдорович
42. Томилина, Римма Игнатьевна
43. Томилов, Пётр Андреевич
44. Торик, Николай Антонович
45. Тотьмянин, Иван Михайлович
46. Третьяков, Константин Павлович
47. Трояшкин, Степан Максимович
48. Трубников, Дмитрий Петрович
49. Трусов, Константин Ананьевич
50. Тупиков, Георгий Николаевич
51. Турантаев, Владимир Владимирович
52. Турбай, Григорий Автономович
53. Турлаев, Михаил Васильевич
54. Турсункулов, Хамракул
55. Тычина, Павел Григорьевич
56. Тютрин, Фёдор Степанович

## У
1. Угланова, Мария Ивановна
2. Угрюмова, Маргарита Николаевна
3. Улесов, Алексей Александрович
4. Ульджабаев, Турсунбай Ульджабаевич
5. Умаханов, Магомед-Салам Ильясович
6. Уметбаев, Рамазан Гимранович
7. Ундасынов, Нуртас Дандыбаевич
8. Ураев, Пётр Васильевич
9. Урубко, Екатерина Емельяновна
10. Урун-Ходжаев, Сайд-Ходжа
11. Ус, Иван Спиридонович
12. Усов, Сергей Михайлович
13. Усольцев, Михаил Фёдорович
14. Устинов, Владимир Иванович
15. Устинов, Дмитрий Фёдорович
16. Уткин, Сергей Андреевич
17. Ушаков, Иван Иванович
18. Ушакова, Наталья Михайловна

## Ф
1. Фадеев, Фёдор Григорьевич
2. Фёдоров, Алексей Фёдорович
3. Фёдоров, Анатолий Алексеевич
4. Фёдоров, Архип Дмитриевич
5. Фёдоров, Октябрь Васильевич
6. Фёдоров, Семён Михайлович
7. Федосеев, Александр Иванович
8. Федюнинский, Иван Иванович
9. Федюха, Фёдор Романович
10. Федянин, Иван Прокопьевич
11. Ферин, Михаил Алексеевич
12. Фетисов, Иван Иванович
13. Филанова, Анна Григорьевна
14. Филимонов, Дмитрий Фомич
15. Филиппов, Александр Данилович
16. Филиппов, Василий Родионович
17. Филиппов, Иван Маркелович
18. Филяшкин, Кирилл Иванович
19. Флорентьев, Леонид Яковлевич
20. Фокин, Виталий Алексеевич
21. Фоминых, Евгений Иванович
22. Фомичёв, Андрей Алексеевич
23. Форманюк, Ира Васильевна
24. Фролов, Андрей Яковлевич
25. Фурцева, Екатерина Алексеевна

## Х
1. Хабаров, Андрей Александрович
2. Хакимов, Ариф
3. Халезов, Павел Александрович
4. Харламов, Николай Михайлович
5. Харченко, Георгий Тимофеевич
6. Хахалов, Александр Уладаевич
7. Хворостухин, Алексей Иванович
8. Хетагуров, Георгий Иванович
9. Хитров, Степан Дмитриевич
10. Ходжаев, Фахмутдин Ходжаевич
11. Хомяков, Андрей Петрович
12. Хорунжий, Михаил Васильевич
13. Храпко, Зинаида Ивановна
14. Хрипач, Фёдор Иванович
15. Хромых, Иван Ильич
16. Хруничев, Михаил Васильевич
17. Хрущёв, Никита Сергеевич

## Ц
1. Царёв, Михаил Иванович
2. Царик, Григорий Яковлевич
3. Цвитенкова, Прасковья Семёновна
4. Цебенко, Василий Константинович
5. Цителадзе, Фати Билаловна
6. Цухлов, Александр Петрович
7. Цыбенко, Константин Евстафиевич

## Ч
1. Чабаненко, Андрей Трофимович
2. Чайка, Пайтан Герасимович
3. Чарыева, Анна Гуль
4. Чванова, Агафья Григорьевна
5. Чеботаревский, Виктор Иванович
6. Чекир, Домна Захаровна
7. Челишвили, Полиект Николаевич
8. Чепелева, Мария Леонтьевна
9. Чепикова, Нина Александровна
10. Чеплаков, Пётр Фёдорович
11. Червоненко, Степан Васильевич
12. Черепухин, Семён Иванович
13. Черкасова, Надежда Михайловна
14. Черкашина, Татьяна Яковлевна
15. Черникова, Ефросинья Борисовна
16. Чернышёв, Василий Ефимович
17. Чернышёв, Кирилл Филиппович
18. Чернышёва, Галина Матвеевна
19. Чернявский, Кузьма Семёнович
20. Черняев, Аркадий Яковлевич
21. Черткова, Елена Емельяновна
22. Чмутов, Николай Иванович
23. Чоговадзе, Георгий Ираклиевич
24. Чубинидзе, Мирон Дмитриевич
25. Чувашева, Наталья Петровна
26. Чугунников, Николай Сергеевич
27. Чугунов, Иван Иванович
28. Чуйков, Василий Иванович
29. Чундоков, Ибрагим Саидович
30. Чураев, Виктор Михайлович
31. Чухно, Андрей Васильевич

## Ш
1. Шабалов, Анатолий Иванович
2. Шабанов, Борис Иванович
3. Шабанов, Кахраман Муса оглы
4. Шагина, Мария Артемьевна
5. Шадский, Николай Михайлович
6. Шамхалов, Шахрудин Магомедович
7. Шаповалов, Владимир Семёнович
8. Шапуров, Сергей Иванович
9. Шарафеев, Саид Мингазович
10. Шарков, Борис Сергеевич
11. Шауро, Василий Филимонович
12. Шахназаров, Николай Самсонович
13. Шашуркина, Мария Ивановна
14. Шверник, Николай Михайлович
15. Шеварднадзе, Эдуард Амвросиевич
16. Шевкунова, Клавдия Прокопьевна
17. Шевляков, Устин Петрович
18. Шевцов, Александр Григорьевич
19. Шевцов, Павел Семёнович
20. Шевченко, Сергей Васильевич
21. Шевченко, Тимофей Андреевич
22. Шевчук, Григорий Иванович
23. Шевчук, Иван Петрович
24. Шелегеда, Ульяна Трофимовна
25. Шелепин, Александр Николаевич
26. Шелест, Пётр Ефимович
27. Шемякин, Николай Иванович
28. Шибаев, Алексей Иванович
29. Шибаев, Василий Тихонович
30. Шилов, Борис Фёдорович
31. Шинкаренко, Анна Лукьяновна
32. Широнина, Варвара Ивановна
33. Шитиков, Алексей Павлович
34. Шитова, Ирина Моисеевна
35. Шкатенок, Ирина Фёдоровна
36. Школьников, Алексей Михайлович
37. Шкуратов, Алексей Егорович
38. Шмакалов, Михаил Артемьевич
39. Шмарев, Алексей Тихонович
40. Шмелёв, Алексей Иванович
41. Шмыгаль, Михаил Корнеевич
42. Шолар, Мария Дмитриевна
43. Шолохов, Михаил Александрович
44. Шопокова, Керимбюбю
45. Штыков, Терентий Фомич
46. Шумаускас, Мотеюс Юозович
47. Шуплецов, Леонид Матвеевич
48. Шурин, Серафим Никодимович
49. Шурыгин, Виктор Александрович

## Щ
1. Щеглов, Афанасий Фёдорович
2. Щёлкин, Кирилл Иванович
3. Щербак, Филипп Кузьмич
4. Щербицкий, Владимир Васильевич
5. Щетинин, Семён Николаевич

## Э
1. Эзеринь, Аустра Андреевна
2. Эрсарыев, Оразгельды
3. Этлену, Василий

## Ю
1. Юдин, Павел Фёдорович
2. Юнак, Иван Харитонович
3. Юркин, Тихон Александрович
4. Юрченко, Анна Андреевна
5. Юсупов, Исмаил Абдурасулович

## Я
1. Ягола, Василий Андреевич
2. Яковлев, Александр Иванович
3. Яковлев, Дмитрий Николаевич
4. Яковлев, Иван Дмитриевич
5. Яковлев, Константин Константинович
6. Якушов, Александр Васильевич
7. Якшина, Любовь Стефановна
8. Ямпольская, Параскева Дмитриевна
9. Янгиров, Марван Янгирович
10. Янченкова, Наталия Ильинична
11. Япаскурт, Василий Васильевич
12. Яремчук, Григорий Филимонович
13. Яриков, Сергей Матвеевич
14. Ярова, Анна Ивановна
15. Яровой, Григорий Иосифович
16. Яснов, Михаил Алексеевич
17. Яцуба, Иван Васильевич

## Источник
- Список делегатов в Справочнике по истории Коммунистической партии и Советского Союза 1898—1991